# Southern Life Centre
Le Southern Life Centre ou African Eagle Life Centre est un immeuble de bureaux de 138 mètres de hauteur construit à Johannesburg en Afrique du Sud en 1973. 
L'immeuble a été conçu par l'agence Monty Sack Nurcombe Summerley Ringrose & Partners.
L'ingénierie structurelle est l’œuvre de la société Arup.